# Adscape
Adscape é uma empresa de publicidade de jogos de São Francisco, empresa que foi adquirida pela Google em fevereiro de 2007. Google comprou Adscape baseada em San Francisco, uma empresa especializada em publicidade in-game para jogos de vídeo, em 15 de fevereiro de 2007 para EUA $ 23 milhões. Adscape foi fundada em 2002 por Dan Willis, ex-Nortel engenheiro. Adscape lançado em Fevereiro de 2006 com US $ 3,2 milhões em financiamento de HIG Ventures, uma capital de risco da empresa com sede em Atlanta, Geórgia. A empresa tem serviços que incluem o envio de anúncios dinâmicos para jogos de vídeo. Ele ainda tem de formar qualquer parcerias com os editores de jogos a partir de sua aquisição pela Google. 
A aquisição da companhia concede patentes Adscape, que poderiam ser úteis. Google comentou sobre a aquisição, dizendo em um comunicado de imprensa, "Como mais e mais pessoas passam tempo a jogar jogos de vídeo, achamos que podemos criar oportunidades para os anunciantes para atingir seu público-alvo, mantendo uma alta qualidade, envolvendo a experiência do usuário." Esta aquisição foi em parte alimentada pela Microsoft 's compra de no jogo-propaganda da companhia Massive Incorporated, que já garantiu acordos com editores de jogos, incluindo UbiSoft, THQ e Take-Two, por US $ 200 milhões em 2006. um perito comentou sobre a aquisição, dizendo: "Há todo um mundo de diferença entre a forma de publicidade feito pelo Google e Madison Avenue. [...]Enquanto todo mundo aprecia os dólares do Google pode lançar em volta, quando se trata de [ad no jogo] experimentar eles simplesmente não têm. "Adscape mudou-se de seus escritórios em Atlanta, para a sede do Google em Mountain View, Califórnia em março 2007. A liderança da empresa inclui Dan Willis como Diretor Técnico, Bernie Stolar como Presidente, e Eva Woo como vice-presidente de marketing.